# Kullikare
Kullikare ist eine unbewohnte Insel, 560 Meter von der größten estnischen Insel Saaremaa entfernt. Die Insel liegt in der Landgemeinde Saaremaa im Kreis Saare. Sie liegt in der Bucht Saastna laht im Kahtla-Kübassaare hoiuala.
Kullikare ist 50 Meter lang und 50 Meter breit.